# 比塞尼亚
比塞尼亚（義大利語：Bisegna），是意大利阿奎拉省的一个市镇。总面积46.4平方公里，人口284人，人口密度6.1人/平方公里（2009年）。ISTAT代码为066011。